# Leuchtfeuer Heidkate

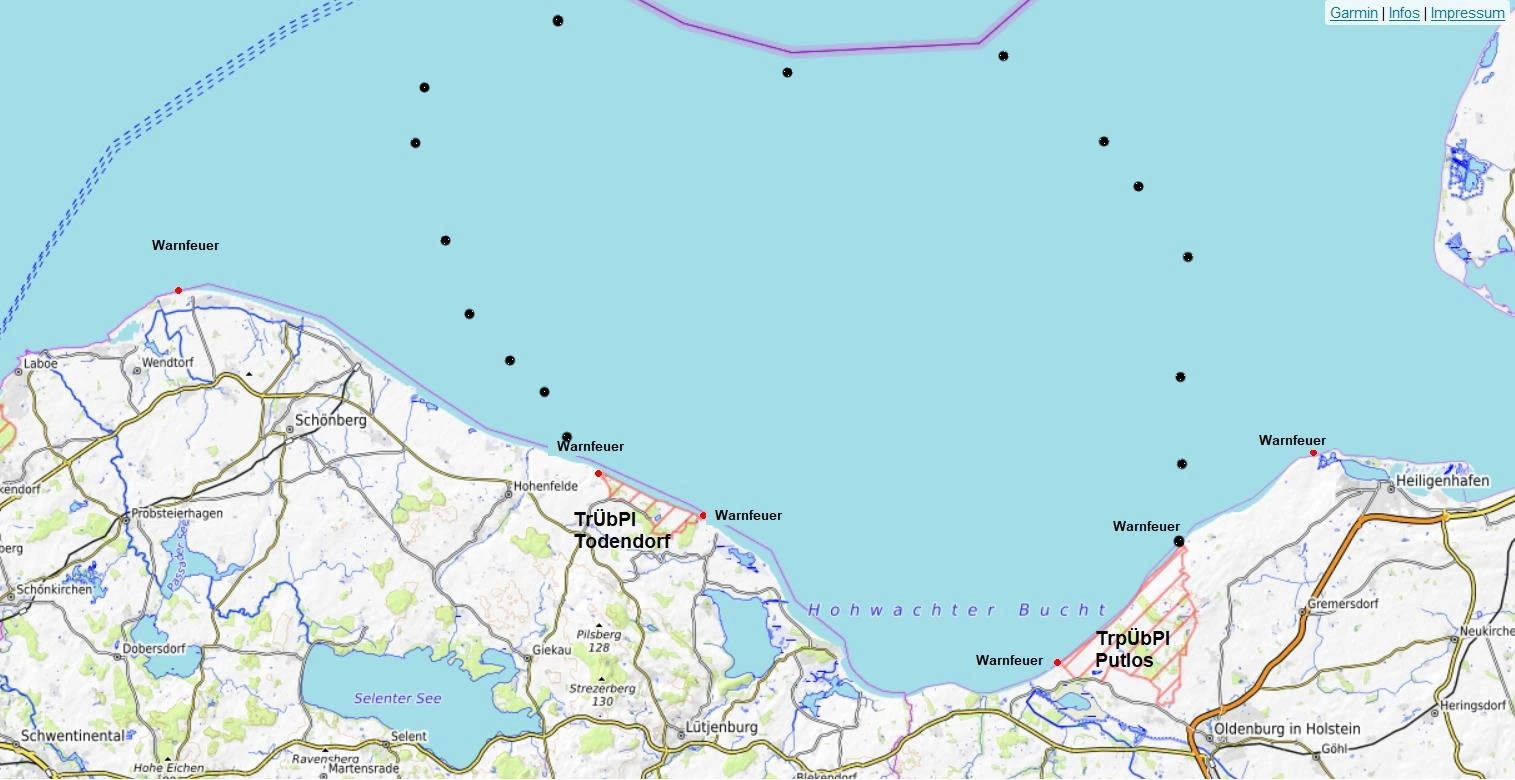
Lage der Warnfeuer an der Küste der Hohwachter Bucht

Das Leuchtfeuer Heidkate befindet sich in Heidkate an der Ostseeküste zwischen der Kieler Förde und der Hohwachter Bucht in der Kolberger Heide, nördlich von Wendtorf. Es dient als Warnfeuer und zeigt die Sperrzeiten für die Schießübungsgebiete in Putlos und Todendorf an.
Es zeigt ein gelbes Signal bei Schießbetrieb in Todendorf, bei Schießbetrieb in Putlos zeigt es ein rotes, jeweils mit einem Abstand von fünf Sekunden. Wird auf beiden Übungsgebieten geschossen, zeigt es die roten und gelben Signale wechselweise. Der Leuchtturm gehört mit den Türmen in Hubertsberg, Neuland, Leuchtfeuer Wessek, Leuchtfeuer Blankeck und Heiligenhafen zu einer Reihe von Leuchttürmen an der schleswig-holsteinischen Ostseeküste, die für die Sicherung des Sperrgebiets verwendet werden.
Zur Überwachung der Umweltradioaktivität wurde vom Bundesamt für Strahlenschutz eine ODL-Sonde auf dem Grundstück des Leuchtturms installiert. Sie dient der radioaktiven Frühwarnung.

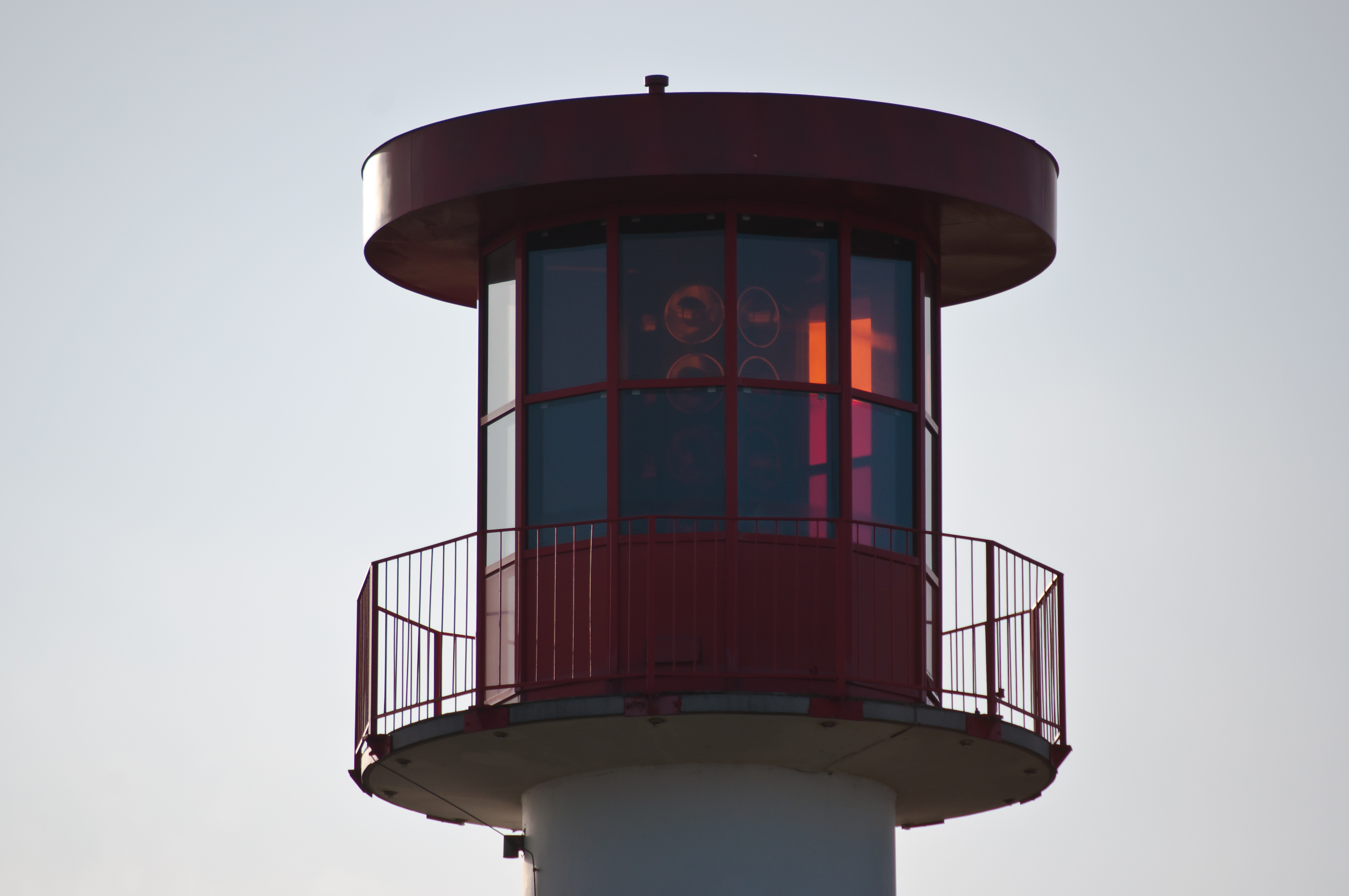
Turmspitze
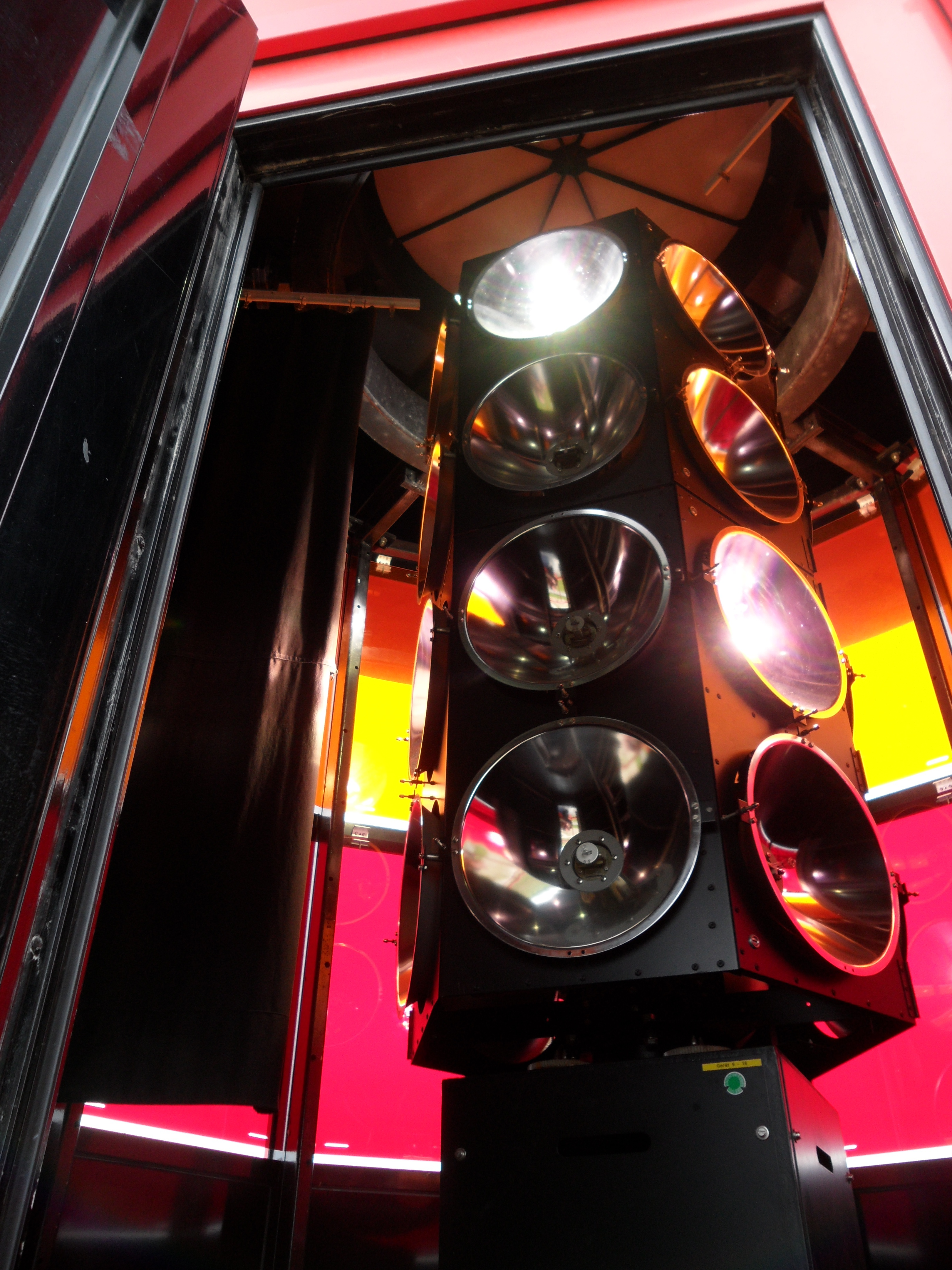
Die Optik
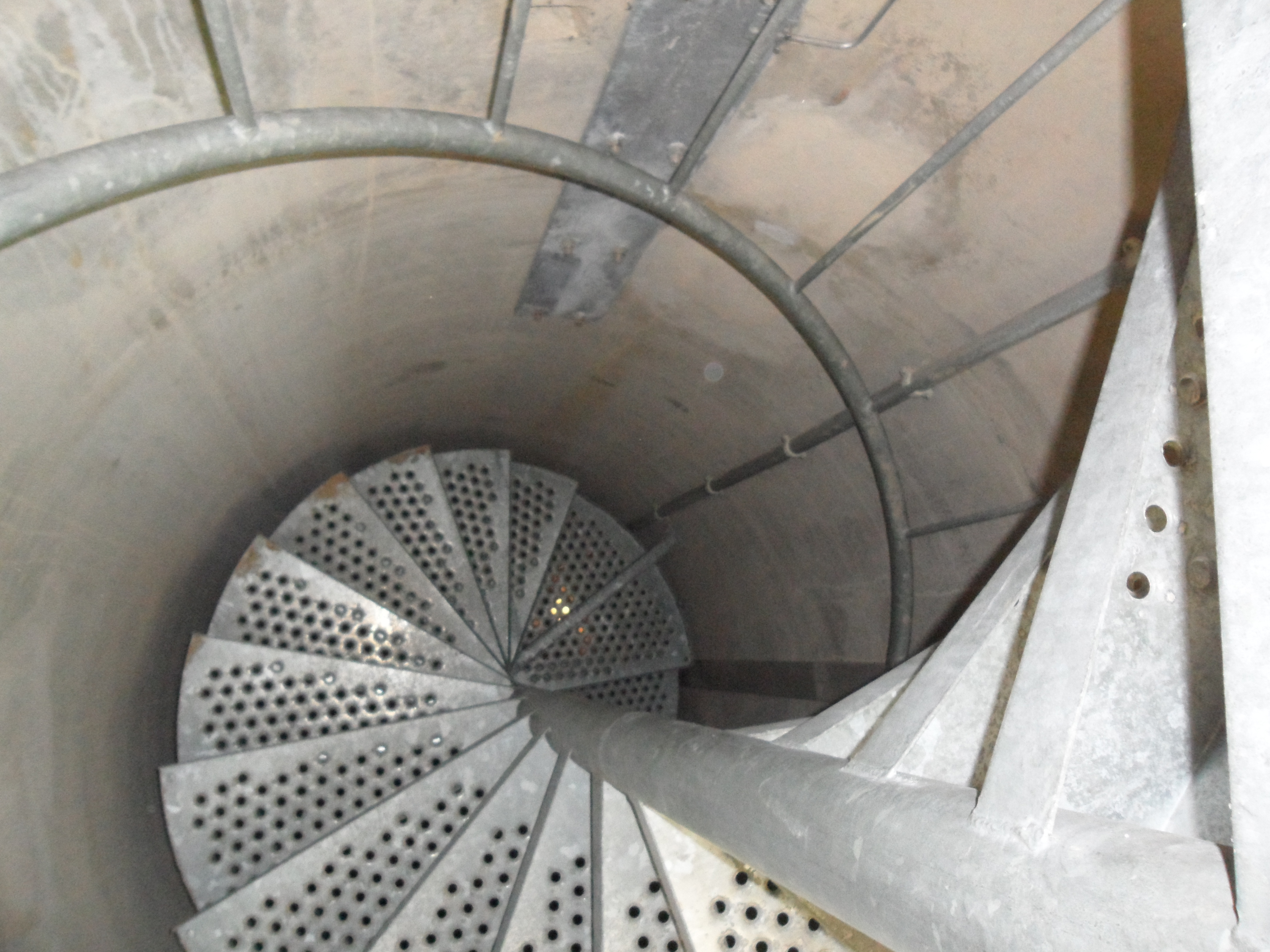
Innenansicht
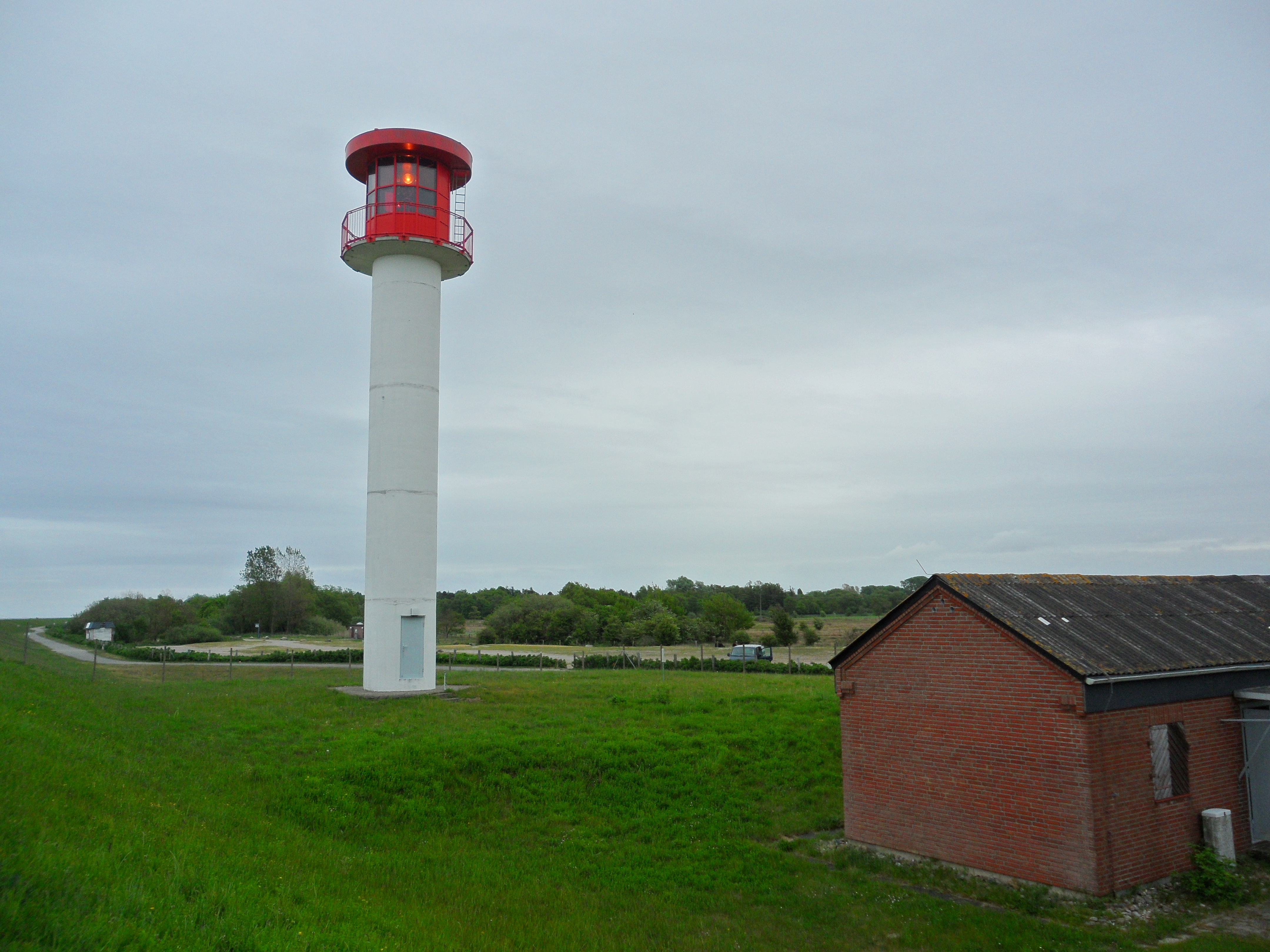
Warnsignal